# 2 Girls 1 Cup
| 2 Girls 1 Cup |
| --- |
| - Betydelse – trailer till porrfilmen Hungry Bitches - Bakgrund – 2007, producerad i Brasilien och i regi av Marco Fiorito - Karaktär – två kvinnor som ägnar sig åt koprofili (i verkligheten handlar det om chokladglass) - Betydelse – internetfenomen 2007, genom dess extrema |

2 Girls 1 Cup är det inofficiella smeknamnet på trailern för Hungry Bitches, en brasiliansk porrfilm med koprofil inriktning producerad av MFX Media. I trailern, som 2007 blev viralt via Internet, syns två kvinnor som utövar en intim koprofil och koprofag relation. 

## Innehåll
Under hela trailern, som är en minut lång, spelas låten "Lovers Theme" från filmen Delusions of Grandeur. De två kvinnorna leker med och inmundigar vad som presenteras som avföring. De två skådespelerskorna ägnar sig även åt att spy på varandra och i varandras munnar.

## Produktion och betydelse
Videon kommer ursprungligen från den brasilianske pornografen Marco Fiorito, som beskriver sig själv som en "tvångsmässig fetischist". Fiorito producerade till en början fotfetischistiska videor, men övergick snart till videor med koprofag inriktning. Filmen producerades av MFX Video, en av flera företag som ägs av Fiorito, och offentliggjordes 5 januari 2007.
Videon med sitt chockartat extrema innehåll fick 2007 stor spridning via Internet, via bloggar med mera, och blev då ett internetfenomen. Omkring oktober 2007 spreds en stor mängd videor på Youtube där temat var "reaktioner på 2 Girls One Cup". Alla reaktionsvideor som publicerats underlättade spridningen av själva filmen.
Det material som delas mellan de två kvinnorna i videon var i verkligheten (sannolikt) mjukglass, även om det ser ut som något annat.
De två kvinnorna som figurerade i filmen listas som "Karla" och "Latifa".